# Třída Perla
Třída Perla byla třída pobřežních ponorek italského královského námořnictva. Celkem bylo postaveno 10 jednotek této třídy. Ve službě v italském námořnictvu byly v letech 1936–1948. Dvě byly za španělské občanské války zapůjčeny frankistům. Dále se účastnily bojů druhé světové války. Šest jich bylo ve válce ztraceno. Jednu po válce provozovalo Řecko.

## Stavba
Ponorky představovaly třetí ze pěti skupin italských 600tunových pobřežních ponorek. Konstrukčně úzce vycházely z předcházející třídy Sirena. Celkem bylo postaveno 10 ponorek této třídy. Do jejich stavby se zapojily italské loděnice Cantieri Riuniti dell'Adriatico (CRDA) v Monfalcone a OTO v Muggiano. Do služby byly přijaty roku 1936.
Jednotky třídy Perla:
| Jméno    | Loděnice | Založení kýlu | Spuštěna          | Vstup do služby | Poznámky |
| -------- | -------- | ------------- | ----------------- | --------------- | --- |
| Ambra    | OTO      | 1935          | 28. května 1936   | srpen 1936      | Dne 9. září 1943 v La Spezia potopena vlastní posádkou. |
| Berillo  | CRDA     | 1935          | 14. června 1936   | srpen 1936      | Dne 2. října 1940 ve Středozemí potopena britskými torpédoborci HMS Hasty a HMS Havock. |
| Corallo  | CRDA     | 1935          | 2. srpna 1936     | září 1936       | Dne 13. prosince 1942 poblíž Alžírska potopena britskou šalupou HMS Enchantress. |
| Diaspro  | CRDA     | 1935          | 5. července 1936  | srpen 1936      | Vyřazena 1948. |
| Gemma    | CRDA     | 1935          | 21. května 1936   | červenec 1936   | Dne 8. října 1940 v Egejském moři omylem potopena italskou ponorkou Tricheco. |
| Iride    | OTO      | 1935          | 30. července 1936 | listopad 1936   | Od října 1937 do ledna 1938 operovala pod vlajkou španělských Frankistů jako González López. Posádka ale zůstala italská. Dne 22. srpna 1940 byla u Tobruku potopena bombardéry Swordfish z letadlové lodě HMS Eagle. Měla to být první operace torpéd Maiale. |
| Malacite | OTO      | 1935          | 15. července 1936 | listopad 1936   | Dne 9. února 1943 poblíž Sardinie potopena nizozemskou ponorkou Dolfijn. |
| Onice    | OTO      | 1935          | 15. června 1936   | září 1936       | Od října 1937 do ledna 1938 operovala pod vlajkou španělských Frankistů jako Aguilar Tablada. Posádka ale zůstala italská. Vyřazena 1947. |
| Perla    | CRDA     | 1935          | 3. května 1936    | červenec 1936   | Dne 9. července 1942 poblíž Bejrútu zajata britskou korvetou HMS Hyacinth. Provozována řeckým námořnictvem jako Matrozos. |
| Turchese | CRDA     | 1935          | 19. července 1936 | září 1936       | Vyřazena 1948. |

## Konstrukce

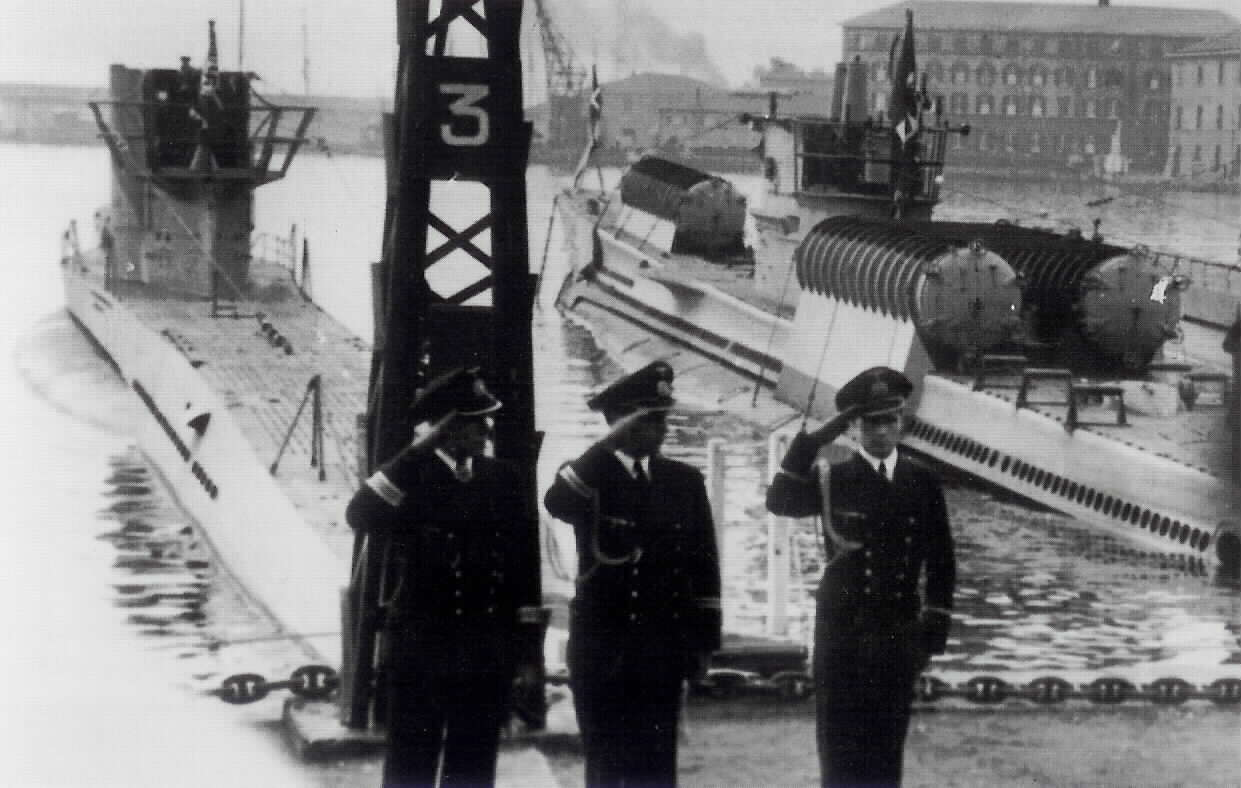
Vlevo ponorka německého typu VIIC a vedle ní italská ponorka Ambra se třemi kontejnery pro přepravu řiditelných torpéd Maiale.

Nesly čtyři příďové a dva záďové 533mm torpédomety se zásobou 12 torpéd. Dále nesly jeden 100mm kanón a dva až čtyři 13,2mm kulomety. Pohonný systém tvořily dva diesely Fiat (Corallo, Diaspro a Turchee měly disely CRDA, Ambra a Malachite měly diesely Marelli) o výkonu 1200 bhp a dva elektromotory CRDA o výkonu 800 bhp, pohánějící dva lodní šrouby. Nejvyšší rychlost dosahovala 14 uzlů na hladině a 7,5 uzlu pod hladinou. Dosah byl 2500 námořních mil při rychlosti 12 uzlu na hladině a 74 námořních mil při rychlosti 4 uzly pod hladinou. Operační hloubka ponoru dosahovala 80 metrů.

### Modifikace
V letech 1940–1942 byly ponorky Ambra a Iride upraveny pro nesení tří až čtyř řiditelných torpéd Maiale. Torpéda byla uložena ve vodotěsných kontejnerech na jejich palubě. Posádky žabích mužů do nich nastupovaly bezprostředně před akcí. Zároveň byl odstraněn 100mm kanón.
V letech 1942–1943 dostaly ponorky Ambra, Corallo, Diaspro, Malachite, Onice a Perla menší velitelskou věž.